# Rafael Sánchez Navarro
Rafael Sánchez Navarro (né en 1958) est un célèbre acteur mexicain d'origine espagnole.
Il est le fils de Manolo Fábregas (né Ricardo Sánchez Navarro), un acteur célèbre espagnol qui s'est établi au Mexique, qui a également été acteur à Porto Rico.
Sánchez Navarro est aussi le cousin de Manuel Sánchez Navarro, fils de la sœur de Fábregas, la célèbre actrice Viviana Fábregas, sa tante.

## Filmographie
1997-1998 - II a incarné un rôle dans le Telenovelas intitulé La chacala